# Бараж
Бараж је у војсци назив за разне типове препрека које успоравају или спречавају пролаз противника. Назив се употребљава за ове врсте баража; артиљеријски, ваздушни, поморски, лучки, и ријечни (речни) бараж.

## Врсте
Артиљеријски бараж (баражна ватра) је старији назив за врсту запречне ватре артиљерије, у виду покретних или непокретних ватрених завјеса, да се спријечи пролаз противника.
Ваздушни бараж је у Првом свјетском рату био синоним за патролирање ловаца у одређеном рејону, чиме се покушавао омести продор противника кроз рејон. У систему ПВО може означавати систем пасивне заштите, напримјер балонима.
Поморски бараж служи за затварање већих морских подручја у циљу морске блокаде противника (Отрантски, Доверски, Сјеверни бараж). Користи поморске мине, мреже против подморница, детекторска средства, и снаге РМ и РВ.
Ријечни бараж затвара ријеку да спријечи пловидбу. У саставу има мине, балване, жицу и потопљене подводне препреке. Придају се и средства земаљске артиљерије, рефлектори и бродови.
Лучки бараж брани улаз у луку. Спречава напад подморница, торпедних чамаца и диверзаната на усидрене бродове. Препреке су разних врста, испод и изнад воде, мине, а штићене су артиљеријом.